# Carisio (oratore)
Carisio (in greco antico: Χαρίσιος?, Charísios; V o IV secolo a.C. – IV o III secolo a.C.) è stato un oratore ateniese, contemporaneo di Demostene.
Le sue orazioni, che imitavano lo stile di Lisia, furono imitate da Egesia di Magnesia; esistevano ancora all'epoca di Quintiliano, secondo il quale alcune di esse erano addirittura attribuite a Menandro, e di Publio Rutilio Lupo, che ne ha conservati due estratti.